# 주장신청

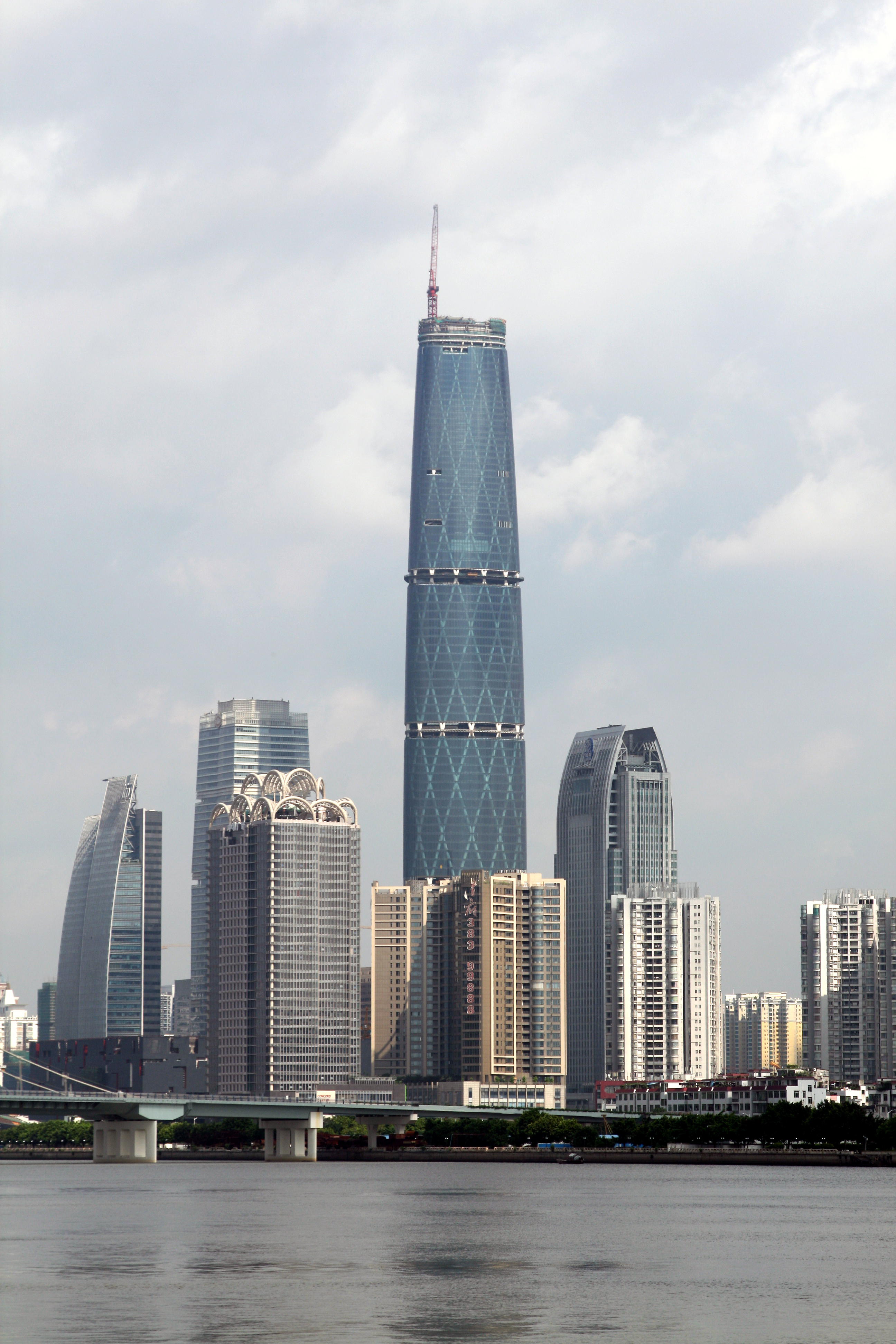
주장 신청

주장신청(Zhujiang New Town, 중국어 간체자: 珠江新城)은 중화인민공화국 광둥성 광저우시 톈허 구의 지역으로 북쪽의 황푸 거리나 남쪽의 주강 사이에 그리고 서쪽으로는 광저우 거리, 동쪽으로는 남중국 고속도로에 위치하고 있다.
광저우 오페라 하우스, 도서관, 광저우 박물관, 광저우 TV 관광 타워 등 주요 랜드마크 빌딩이 위치해 있는 곳이다. 광저우의 중심 업무 지구(CBD)으로 예정되어 있는 곳이기도 하다.
2006년 광저우 세관이 이곳으로 이전하였고, 이 지역에 주장신청 역이 있다.

## 같이 보기
- 주장신청 역